# Anisoscapus chlorovittatus
Anisoscapus chlorovittatus är en tvåvingeart som beskrevs av Mcfadden 1970. Anisoscapus chlorovittatus ingår i släktet Anisoscapus och familjen vapenflugor. Inga underarter finns listade i Catalogue of Life.